# Stolzes Herz
Stolzes Herz (укр. «горде серце») — сингл швейцарського гурту Lacrimosa з їхнього п'ятого альбому Stille. Крім головного треку та його інструментальної версії в цей сингл увійшов трек Ich bin der brennende Komet, який не входить до жодного з повноформатних релізів гурту, але дуже часто виконується на концертах. 

Також на синглі присутній трек Mutatio Spiritus, котрий був написаний ще 1992 року під час написання матеріалу до другого альбому Einsamkeit, але він не ввійшов до нього. 

## Список композицій
| #  | Назва                          | Автор      | Тривалість |
| -- | ------------------------------ | ---------- | ---------- |
| 1. | «Stolzes Herz» (Edit Version)  | Тіло Вольф | 6:00       |
| 2. | «Ich bin der brennende Komet»  | Тіло Вольф | 7:01       |
| 3. | «Mutatio Spiritus»             | Тіло Вольф | 5:36       |
| 4. | «Stolzes Herz» (Piano Version) | Тіло Вольф | 6:39       |

## Учасники запису[Архівовано2 жовтня 2011 уWayback Machine.]
- Gottfried Kochn — акустична гітара;
- Jay P. — бас-гітара на «Mutatio Spiritus»;
- AC — ударні на «Ich bin der brennende Komet»;
- Sascha Gerbig — гітара;
- Анне Нурмі — синтезатор, вокал;
- Тіло Вольф — вокал, фортепіано, програмування.